# Ara Va de Bo
Ara Va de Bo és un grup d'animació infantil català nascut l'estiu del 1971 i fundat per antics membres del Grup de Folk, Xesco Boix, Josep Maria Pujol i Jordi Roura i Llauradó, i Núria Ventura i Laura Pérez que procedien del món de l'educació. El nom prové de la tornada de la cançó tradicional catalana Una dona llarga i prima. Al llarg del temps els membres de la formació han anat canviant, pujat als espectacles d'Ara Va de Bo més de setanta músics i actors. És considerat com el principal pioner de l'animació a Catalunya i un dels primers que es va dedicar exclusivament a la mainada.
Des dels inicis, les seves influències van tenir dos vessants: d'una banda, la recuperació de cançons populars catalanes i, de l'altra, l'adaptació de cançons d'arreu del món, especialment del folk nord-americà (Pete Seeger, Bob Dylan, Joan Baez). Els seus components actuaven a escoles, centres d'esplai, associacions de veïns i festes majors de ciutats i pobles de tot el país, substituint els espectacles convencionals per espectacles de participació, en els quals intentaven divertir i fer-ho passar bé als nens i nenes a través de cançons i danses. A banda d'això, també feien pallassos, ensenyaven jocs i explicaven contes i rondalles. A partir del 1973, el grup va començar a fer espectacles teatrals amb El Timbal i als Cicles de Cavall Fort, al Teatre Romea. Aquell mateix any, Xesco Boix va decidir deixar el grup i encetar la seva dedicació professional de cantant-animador en solitari. Amb la seva marxa, el grup va deixar de ser una formació fixa —a partir de llavors la seva composició variaria en funció de les actuacions—, i progressivament hi van anar entrant altres cantants i actors, entre ells Montse Ginesta, Núria Mingall, Roser Angulo i Francisco Hernández. D'aquesta manera es van fer espectacles nous, amb màscares, ninots i titelles gegants, com ara El gegant virolat, La cabra amb ulleres i La lluna i el cuc.
Alguns dels seus components també s'han dedicat a la recerca, recopilació i difusió de cançons populars catalanes, i han publicat diversos cançoners i elaborat fitxes per ensenyar el català a partir de les cançons.

## Discografia[4][5]
- Uni dori (Als 4 Vents - 1971) (PDI - 1992)
- Cavallet de cartró (Als 4 Vents - 1972) (PICAP - 2003)
- Pere Poma (Als 4 Vents - 1973) (PDI - 1992)
- El gripau blau (PDI - 1974)
- Nero nero nas (PARDAL - 1975) (ACTUAL - 2000)
- Xiula maula (EDIGSA - 1977) (PDI - 1992)
- Ara va de rock! (PARDAL - 1977) (ACTUAL - 1998)
- Danses (EDIGSA - 1979) (PDI - 1992)
- Sapristi (AUDIOVISUALS DE SARRIÀ - 1983)
- Bèsties petites, bèsties grosses (PDI - 1987)
- Vell, pop, rap i rock (ALTERNATIVA - 1990)
- Geografia musical (ALTERNATIVA - 1993)
- Recull 25 anys (PDI - 1996)
- Cançons del calaix (PDI - 1996)
- Contes amb cançó (PDI - 1997)
- El Tabalet (DISCMEDI - 1998)
- Danses d'arreu del món (PDI - 2000)
- Cançons de tothom (PDI - 2000)
- Jocs cantats (PDI - 2000)
- Bestioles, bestiasses (PDI - 2000)
- Contes, cançons, jocs, danses i romanços (DISCMEDI - 2001)
- Un món de cançons (DISCMEDI - 2004)
- Contes d'arreu del món (DISCMEDI - 2007)
- El drac que treia fum pel nas (DISCMEDI - 2007)